# Malmsturm
Malmsturm ist ein deutsches Pen-&-Paper-Rollenspiel, das vom Uhrwerk Verlag herausgegeben wird. Es basiert auf dem Fate-Core-Regelsystem und ermöglicht das Rollenspiel in einer Fantasy-Spielwelt.

## Entstehung
In der ersten Edition von 2011 präsentierte Malmsturm einen Regelband, der erstmals die Regeln von FATE 3 in Form von generischen Fantasy-Regeln für den deutschen Markt zur Verfügung stellte. Es handelte sich um eine übersetzte und ausgearbeitete Fassung des System Reference Document des Rollenspiels Spirit of the Century. Ergänzend enthielt der Band auch Vorschläge, wie man mit diesen Regeln in der Rollenspielwelt von Malmsturm spielen kann. Im selben Jahr wurde auch der weitgehend regelfreie Weltenband veröffentlicht, der die im Regelband nur angerissene Welt von Malmsturm umfassend beschrieb.
Nach der Veröffentlichung von Fate Core, der vierten Regelfassung von Fate (2013 in den USA, 2015 in Deutschland), nahm die Malmsturm-Redaktion auch die Arbeit an einer auf Fate Core basierenden Neufassung von Malmsturm auf. Anders als in der ersten Edition enthält der neue Regelband nicht mehr das Grundregelgerüst von Fate Core, dafür aber viele Hintergründe und erschöpfende settingspezifische Regelungen zum Spiel in der Welt von Malmsturm. Der Regelband »Malmsturm – Die Fundamente« erschien 2016. Eine Neuauflage des Weltenbands ist in Arbeit.

## Die Regeln
Malmsturm baut auf den Regeln des Universal-Rollenspiels Fate auf. Änderungen wurden in folgenden Bereichen vorgenommen, um das Sword-and-Sorcery-Genre abzubilden:
- An die Stelle der Spielgestaltung aus Fate tritt ein System zur Gruppenerschaffung, das dazu dient, ein gemeinsames Konzept für eine Kampagne zu entwickeln und die Charaktere der Spieler miteinander und mit der Spielwelt zu vernetzen.
- Das Machtniveau der Spielercharaktere wurde für das Sword-and-Sorcery-Genre angepasst.
- Es wurden Regelerweiterungen für Schätze/Beute, Artefakte, Begleiter, Magie und Malmstürme eingeführt.[2]

## Dramatische Realität
Die Welt von Malmsturm wird durch eine sogenannte „dramatische Realität“ bestimmt. Dies bedeutet, dass besonders starke oder weit verbreitete Emotionen, Vorstellungen, Gerüchte, Überzeugungen oder unbewusste Annahmen intelligenter Wesen einen direkten Einfluss auf die physischen Gegebenheiten und Vorgänge der Welt haben. So kommt es nicht nur mit geradezu naturgesetzlicher Notwendigkeit zu einem sonnigen blauen Himmel über einer dörflichen Hochzeitsfeier, sondern auch zu Ansammlungen blutrünstiger Monster in unheimlichen Ruinen oder Gewitterstürmen während der unheiligen Experimente eines größenwahnsinnigen Wissenschaftlers – und auch Faust und Fleisch eines legendären Barbarenkriegers können sich so den stählernen Waffen und Rüstungen namenloser Söldner mehr als gewachsen zeigen.
Auf dieser Formbarkeit der dramatischen Realität durch menschliche Phantasie und Willenskraft beruht dann auch die Möglichkeit „echter“ Magie in der Welt von Malmsturm. Allerdings ist auch das elastische Gefüge dieser dramatischen Realität nicht beliebig weit ohne Probleme verformbar. Allzu große oder drastische Abweichungen von den vorhandenen „normalen“ Verhältnissen können zu merkwürdigen spontanen Veränderungen der lokalen Wirklichkeit führen, die im Extremfall im Kollaps eben dieser Wirklichkeit enden: dem unkontrollierbaren Chaos des namensgebenden Malmsturms.
Dieses Konzept zeigt starke Ähnlichkeit mit Terry Pratchetts „narrativium“ und dem TV Trope der „Theory of Narrative Causality“. Die Wirkungen extrem starker persönlicher Überzeugungen (oder Wahnvorstellungen) und der Einfluss von Elementen eines „kollektiven Unbewussten“ Jungscher Prägung findet sich außerdem in dem Rollenspiel Unknown Armies von John Tynes und Greg Stolze.

## Die Welt
Die Welt von Malmsturm lässt sich in sieben Regionen einteilen, von denen drei derzeit gut beschrieben sind, während die übrigen bislang nur angerissen wurden.

### Der Norden
Das von einem Ringgebirge umfasste Innere des gewaltigen Nordkontinents. Die klimatischen Bedingungen erinnern an die irdische Eiszeit, werden aber örtlich durch starken Vulkanismus und heiße Quellen gemildert. Die vorherrschenden barbarischen Stämme sind mit den Wikingern vergleichbar. Nur am Rand des Nebelmeeres, einem großen Binnenmeer, haben sich größere Städte gebildet.

### Die Waismark
Eine entlegene Halbinsel am Südwestrand des Nordkontinents mit eher mildem, nord- bis mitteleuropäischem Klima. Die Nachkommen einer im Stich gelassenen imperialen Kolonie leben hier in einer stark zersplitterten Feudalgesellschaft kleiner Fürstentümer und Stadtstaaten, die nur durch den gemeinsamen Glauben der trisantischen Kirche zusammengehalten werden.

### Das Imperium
Nur durch eine schmale Landbrücke, den sogenannten „Drachen“, ist diese riesige Halbinsel mit dem Südosten des Nordkontinents verbunden. Inmitten sich ständig ausbreitender Wüsten dämmern hier die uralten Metropolen eines einstigen Weltreiches mit unmerklicher Langsamkeit und vollendeter Dekadenz ihrem Untergang entgegen.

### Gomgarka
Ein geheimnisvoller, von dampfenden Dschungeln und lebensfeindlichen Wüsten bedeckter Inselkontinent auf dem Äquator, weit südlich der Waismark. Urzeitliche Monster und riesige Insekten sollen dieses Land beherrschen.

### Narakaná
Eine vulkanische Aschewüste inmitten eines gewaltigen Gebirgskessels am Südrand des Nordkontinents, im Rest der Welt praktisch unbekannt und angeblich von monströsen Humanoiden bewohnt, die an leibhaftige Teufel erinnern.

### Dhelyrien
Zehntausende kleiner Inseln entlang des östlichen Äquators. Der von friedlichen Wilden bewohnte Osten dient dem Imperium immer noch als Quelle für Sklaven und exotische Drogen. Die angeblich von Korsaren und unterseeischen Ruinen geprägten westlichen Inseln werden hingegen kaum von fremden Schiffen besucht.

### Okolnir
Ein einsamer weiter Talkessel im äußersten Nordosten des Nordkontinents. Ein „weißer Fleck“ auf der Karte, der ausdrücklich für die Gestaltung durch einzelne Spielleiter und Spielrunden vorbehalten ist und auch in keiner zukünftigen Veröffentlichung näher beschrieben werden wird.

## Malmsturm und Metal
Malmsturm ist eng verwoben mit der (Sub-)Kultur des Metal. Deutlich erkennbar ist dies zum Beispiel am Malmsturm-Logo, das von Christophe Szpajdel gestaltet wurde, der bereits über 7000 Logos für Death- und Black-Metal-Bands entworfen hat. Die Illustrationen von Björn Lensig sind stark von Metal-Plattencovern inspiriert, bei der Farbwahl des Layouts sind die Wurzeln im Metal zu finden:

„Die Basis der Farben fußt auf meiner Kutte, die vornehmlich aus Bandpatches dieser Farben besteht.“

Auch die Proportionen des neuen Layouts versuchen den im Metal häufig verwendeten Tritonus, also den „diabolus in musica“ in eine graphische Form zu übertragen, den „diabolus in paginis“.
Eine lange Liste von musikalischen Inspirationsquellen bietet die Malmsturm-Website.

## Malmsturm auf dem Virtual Tabletop
Malmsturm – Stätten der Verdammnis wurde im September 2020 als Modul für die Virtual-Tabletop-Plattform Roll20 veröffentlicht und ist damit das erste deutschsprachige seitens eines Verlags veröffentlichte Modul zum Rollenspiel über das Internet.

## Übersetzungen
Eine Übersetzung ins Englische ist geplant.

## Auszeichnungen
Malmsturm – Länder des Sturms wurde 2018 beim Goldenen Stephan mit dem Bronzenen Stephan in der Kategorie Rollenspielerweiterung ausgezeichnet.

## Publikationen
Erste Edition:
- Malmsturm – Die Regeln (Uhrwerk Verlag, 2011) ISBN 978-3-942012-17-1[10] vergriffen
- Malmsturm – Die Welt (Uhrwerk Verlag, 2011) ISBN 978-3-942012-24-9 vergriffen
- Malmsturm – Die Abenteuer: Dypgraeven. Die Schachtstadt (Uhrwerk Verlag, 2013)[11] erschienen anlässlich des Gratis Rollenspieltags 2013
- Malmsturm – Ein Sommernachtssturm (In: Trodox 35, 2013, S. 4–16)[12]
- Das Waitaerna – der Kanal der Toten. Eine Legende des Nordens (In: Uhrwerk Magazin 1, 2014)[13]
- Die Stimmen des Feuers (In: Uhrwerk-Magazin 2, 2014)[14]
- Alchimie in Malmsturm – Brauen, Mixen, Trinken (In: Uhrwerk-Magazin 2, 2014)[15]
- Das Winterhaus, sein Wirt und die Axt im Eis. Ein Fragment (In: Uhrwerk Magazin 4, 2014)[16]

Zweite Edition:
- Malmsturm – Die Fundamente (Uhrwerk Verlag, 2016) ISBN 978-3-95867-058-7[17]
- Malmsturm – Das Schicksal von Burg Veyd (In: Uhrwerk Magazin 11, 2016)[18]
- Malmsturm – Stätten der Verdammnis (Uhrwerk Verlag, 2017) ISBN 978-3-95867-120-1[19]
- Malmsturm – Dypgræven (In: Mephisto 67, 2018. S. 14–21)[20]
- Malmsturm – Länder des Sturms (Uhrwerk Verlag, 2018) ISBN 978-3-95867-149-2[19]
- Firnheim – Eine Art Sandbox für Malmsturm (In: Uhrwerk Magazin 18, 2018)[21]
- Malmsturm – Sieben gegen das Imperium (In: Mephisto 69, 2018, S. 14–21)[22]
- Malmsturm – Ujordings Fluch (In: Trodox 50, 2020, S. 4–26)[23]
- Malmsturm – Wege aus Blut und Eisen (Uhrwerk Verlag, 2021) ISBN 978-3958672246[19]

Geplant:
- Malmsturm – Die Fragmente[19]

## Rezensionen
- Mephisto 63[24]
- Escapodcast 71[25]
- Würfelheld[26]
- Orakel[27][28]
- Neue Abenteuer[29][30][31]
- Richtig Spielleiten[32]
- Jaegers.net[33]
- Gnarly Gnoll[34]
- FateCast[35]
- Edieh.de[36]
- Teilzeithelden[37]
- Frosty Pen & Paper Online[38]
- Ben & Paper[39]
- Famerlor[40][41][42][43][44][45]
- DocRattie[46]

- Eine Übersicht an Rezensionen hält auch die Malmsturm-Website bereit.[47]